# Rush Valley
Rush Valley é uma cidade  localizada no estado norte-americano de Utah, no Condado de Tooele.

## Demografia
Segundo o censo norte-americano de 2000, a sua população era de 453 habitantes.
Em 2006, foi estimada uma população de 569, um aumento de 116 (25.6%).

## Geografia
De acordo com o United States Census Bureau tem uma área de
47,5 km², dos quais 47,5 km² cobertos por terra e 0,0 km² cobertos por água.

## Localidades na vizinhança
O diagrama seguinte representa as localidades num raio de 32 km ao redor de Rush Valley.